# Verordnung über den Bildungsgang und die Abiturprüfung in der gymnasialen Oberstufe
Mit der Verordnung über den Bildungsgang und die Abiturprüfung in der gymnasialen Oberstufe (APO-GOSt) werden in Nordrhein-Westfalen der Unterricht in der Sekundarstufe II an den Gymnasien des Landes und die Abiturprüfung geregelt.
Die Verordnung ist in einen ersten Teil zum „Bildungsgang in der gymnasialen Oberstufe“ (§§ 1–19) sowie in einen zweiten Teil zur „Ordnung der Abiturprüfung“ (§§ 20–44) gegliedert.